# Ludwigia gracilis
Ludwigia gracilis är en dunörtsväxtart som beskrevs av Friedrich Anton Wilhelm Miquel. Ludwigia gracilis ingår i släktet ludwigior, och familjen dunörtsväxter. Inga underarter finns listade i Catalogue of Life.